# Sylvia Rexach
Sylvia Rexach (* 22. Januar 1922 in San Juan; † 20. Oktober 1961 ebenda) war eine puerto-ricanische Sängerin, Komponistin und Songwriterin.
Rexach entstammte einer gutsituierten Familie, in der ihre musikalischen und literarischen Interessen  frühzeitig gefördert wurden. Bereits während ihres Besuchs der  Escuela Superior Central in Santurce trat sie als Sängerin in der Radiosendung des Pianisten und Komponisten Arturo Somohano im Radio auf. Ebenfalls in dieser Zeit entstanden ihre ersten Songs, darunter Dí Corazón und Matiz de Amor, die heute als Klassiker der puerto-ricanischen Popularmusik gelten und 1939 erstmals von José Luis Moneró und dem Orchester von Rafael Muñoz aufgenommen  wurden.
Nach dem Eintritt der USA in den Zweiten Weltkrieg meldete sich Rexach als Assistentin zum Women's Army Corps. Dort lernte sie ihren Mann William Riley, einen amerikanischen Offizier kennen, mit dem sie drei Kinder bekam. Die Ehe wurde jedoch nach kurzer Zeit geschieden.
Nach ihrer Rückkehr betrieb sie mit José Luis Torregrosa und Ramón Ortiz del Rivero das Diplo, daneben schrieb sie Libretti und trat als Komikerin im Radio auf. 1949 gründete sie Las Damiselas (später als El Combo de Sylvia Rexach bekannt), die erste Band Puerto Ricos, die ausschließlich aus Frauen bestand. Mit dieser trat sie in den Clubs und Radiostationen Puerto Ricos und New Yorks auf und spielte neben aktuellen Hits eigene Kompositionen wie Nave Sin Rumbo, Luna del Condado, En Mis Sueños, Nuestra Luna und Nave del Olvido.
Ab 1951 schrieb sie für den Diario de Puerto Rico eine Kolumne unter der Überschrift A sotto voce. Zudem war sie Gründungsmitglied der Sociedad Puertorriqueña de Autores, Compositores y Editores de Música. Ihre bohèmehafter Lebensstil untergrub jedoch ihre
Gesundheit, so dass sie 1961 neununddreißigjährig an den Folgen eines durch Alkoholmissbrauch verursachten Magenkrebses starb.
Erst posthum kam Rexach zu ihrer großen Popularität. Waren zu ihren Lebzeiten nur einige ihrer Songs von Musikern wie Jose Luis Moneró, Felix Castrillón, Tito Lara und Bobby Capó aufgenommen worden, zählten in den 1960er und 1970er Jahren Sänger wie Lucho Gatica, Tito Rodríguez, Marco Antonio Muñiz, Gilberto Monroig, das Duo Irizarry de Córdova, Carmen Delia Dipiní und Tato Díaz, Martha Romero, Cheo Feliciano, Juan Luis Barry und ihre eigene Tochter Sharon Riley zu den Interpreten
ihrer Lieder.
Eine vom Institute of Puerto Rican Culture 1965 aufgefundene Originalaufnahme aus dem Jahr 1958 mit vierzehn von Rexach selbst gesungenen eigenen Songs mit dem Gitarristen Tutti Umpierre erschien als Album unter dem Titel Sylvia Rexach canta Sylia Rexach und wurde zum begehrten Sammlerobjekt unter ihren Fans. In den 1970er Jahren produzierte Juan Luis Barry für das Fernsehen die Dokumentation Sylivia, e  tu memoria. In den 1990er Jahren war ihr Leben Gegenstand der Miniserie Al fondo de dolor mit ihrer Tochter Sharon. In jüngerer Zeit wurden ihre Lieder von Sängern wie Chucho Avellanet, Lucecita Benítez, Linda Rodstandt, Ednita Nazario, Lourdes Robles und Lunna verbreitet. Armando Manzanero nahm 1990 eines ihrer Werke für sein Album Canciones que yo quise escrbir auf.